# Klooster van de Orde van het Heilig Graf van Jeruzalem in Miechów
Het Klooster van de Orde van het Heilig Graf van Jeruzalem in Miechów (Pools: Bazylika kolegiacka Grobu Bożego w Miechowi) is een 12e-eeuwse Kapittel van het Heilig Graf-klooster in Miechów. Het klooster is een beschermd architectonisch monument.

## Geschiedenis
Dominus laczo vir bone memorie dominicum adiret Sepulchrum, et in loco, ubi steterunt pedes Domini, adoraret, inter alia devocionis sue insignia rogavit, ut ecclesia sancti Sepulcri unum de canonicis suis secum in Polonia mitteret, quatinus ad soluendum votum, quod facerat, cum quibusdam hereditatibus investiret.
— Aimaro Monaco dei Corbizzi over de totstandkoming van het klooster, uit een document gedateerd 1198

Het klooster was oorspronkelijk een 12e-eeuwse romaanse kerk. De Poolse edelman Jaksa Gryfita nodigde in 1163 het Kapittel van het Heilig Graf uit om zich in Miechów te vestigen, waarna het klooster tussen 1235-1293 door Prokop van Krakau is uitgebreid. Het klooster brandde in 1379 af en werd tussen 1394-1410 in de gotische stijl herbouwd. Het klooster zag opnieuw branden in 1506 en 1754. Na de laatste brand is het klooster in de laat-barokstijl herbouwd.
Het klooster vormde het epicentrum van de kruistochtbeweging in Polen en was tevens een belangrijke bedevaartsoord vanwege haar kopie van de Heilig Grafkerk. De toename van donaties aan het klooster tijdens de Vijfde Kruistocht correspondeert met de intensivering van kruistochtcampagnes.
In de 15e eeuw zijn hier de Annalen van Miechów opgesteld. Deze Latijnse annalistische tekst was deels gebaseerd op een document opgesteld door Aimaro Monaco dei Corbizzi, de patriarch van Jerusalem.
Het Convent van Miechów en de daarbijhorende kloosters werden in een pauselijke bul op 30 juni 1818 door paus Pius VII opgeheven.

## Hier begraven
- Jaksa Gryfita, edelman en kruisridder
- Martin, de eerste kanunnik[7]

## Galerij

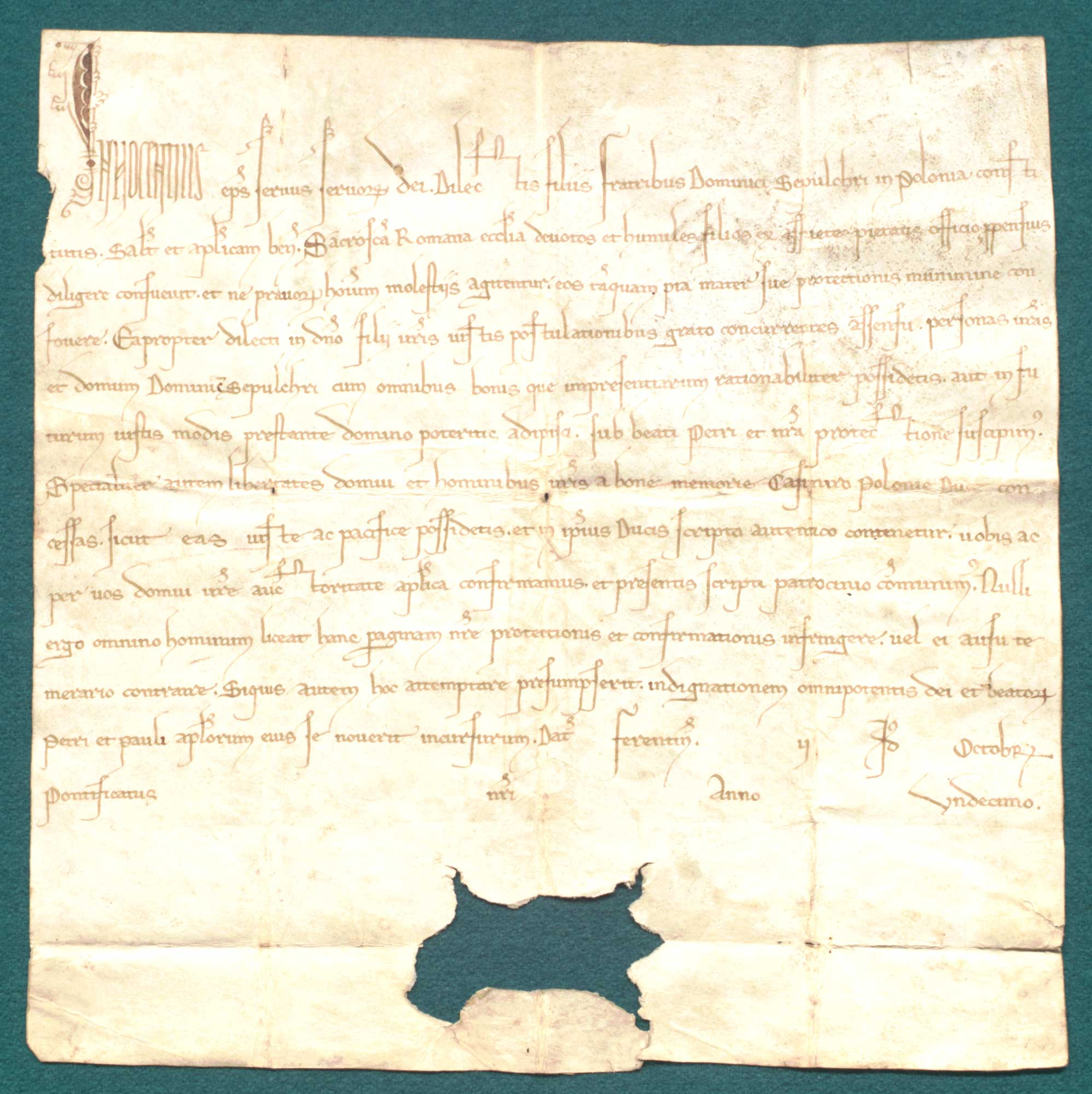
Verklaring van bescherming door Paus Innocentius III (1208)
Getuigenverklaringen voor de Nuntius over het inkomen van het klooster in 1349
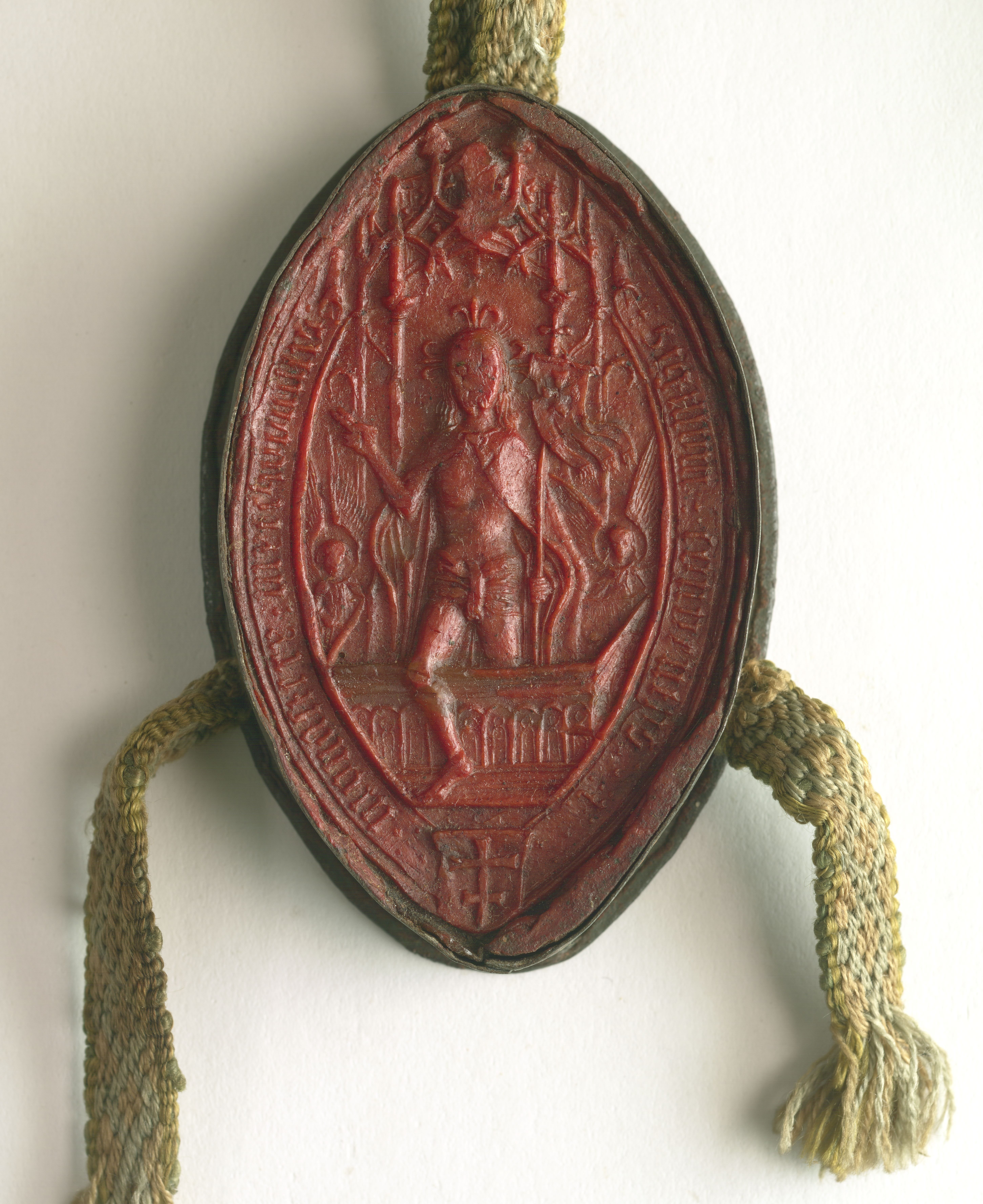
Zegel van het klooster (1675)
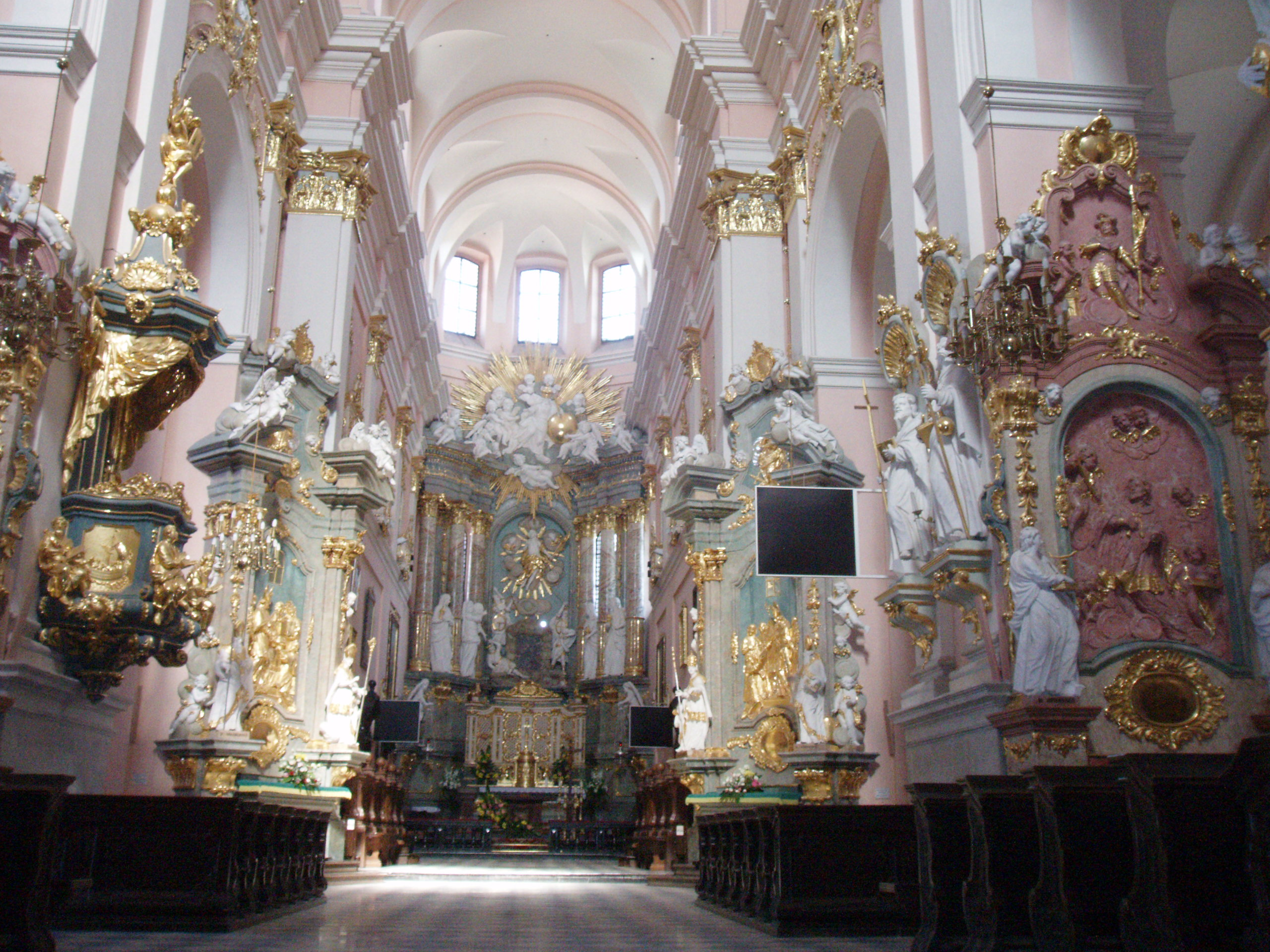
Interieur in laat-barokstijl